# Taoyuan (sockenhuvudort i Kina, Guizhou Sheng, lat 28,88, long 107,76)
Taoyuan (kinesiska: 桃源, 桃源乡) är en sockenhuvudort i Kina. Den ligger i provinsen Guizhou, i den sydvästra delen av landet, omkring 270 kilometer nordost om provinshuvudstaden Guiyang. Antalet invånare är 6 572. Befolkningen består av 3 168 kvinnor och 3 404 män. Barn under 15 år utgör 24,0 %, vuxna 15-64 år 63 %, och äldre över 65 år 12,0 %.